# 임금 착취
임금 착취(wage theft)란 계약이나 법률에 따라 직원에게 지급해야 할 임금 (경제학)을 지급하지 않거나 직원 혜택을 제공하지 않는 것을 말한다. 고용주는 초과근무 수당을 지급하지 않거나 최저임금법 위반, 직원을 독립 계약자로 잘못 분류하는 행위, 불법적인 급여 공제, 직원들에게 "시간외" 근무를 강요하거나 연차나 휴가 수당을 지급하지 않거나, 단순히 직원에게 급여를 전혀 지급하지 않는 등 다양한 방법으로 이를 수행할 수 있다.

## 같이 보기
- 노동 착취